# Міжнародний антарктичний центр
Міжнародний антарктичний центр (англ. The International Antarctic Centre) — база антарктичних програм Нової Зеландії, Сполучених Штатів Америки та Італії, використовується як останній базовий пункт для більшості антарктичних експедицій. Одне з найбагатших у світі зібрань експонатів, присвячених Південному полюсу та його дослідженням, туристичний атракціон.

## Опис

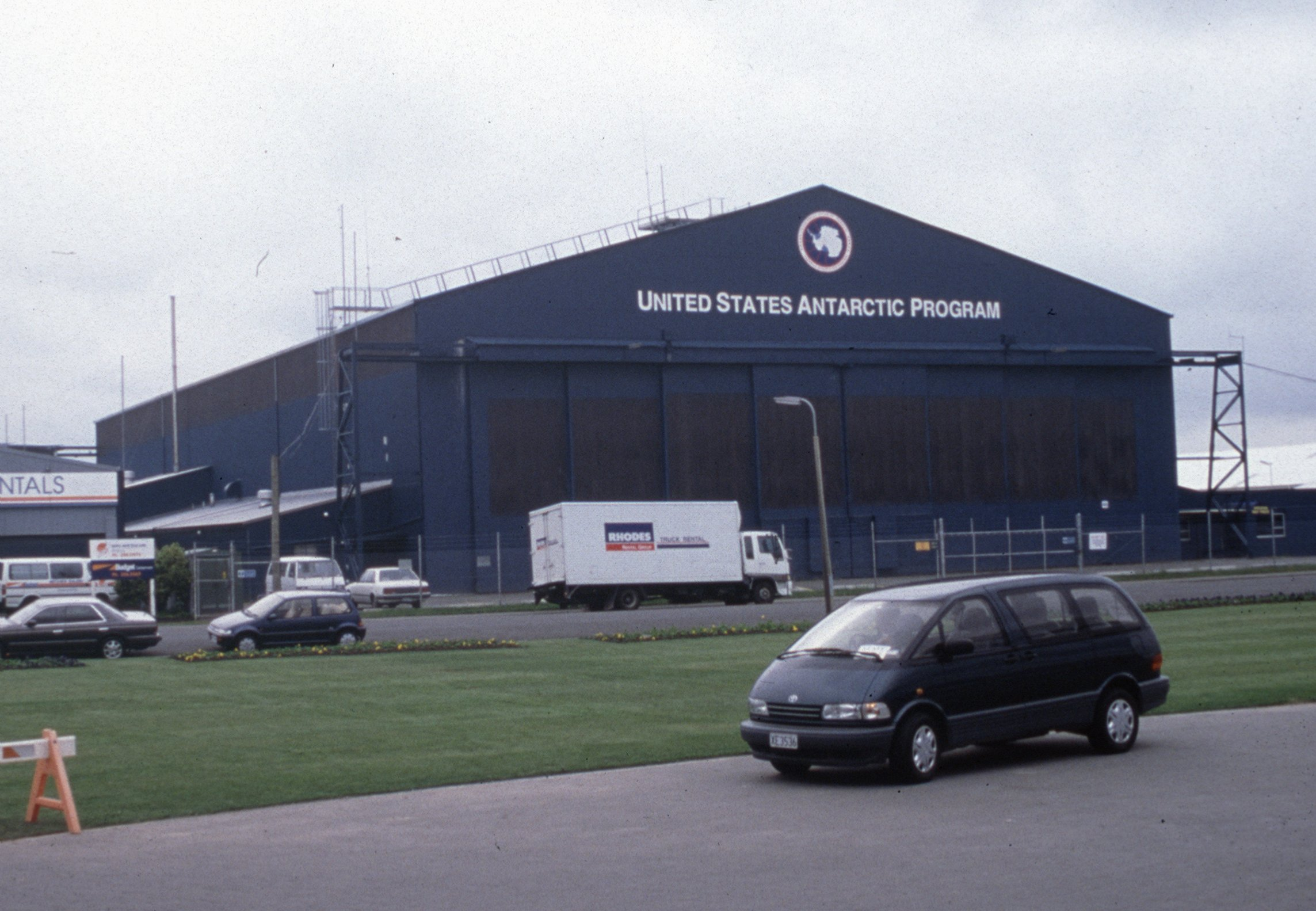
Міжнародний антарктичний центр.

Міжнародний антарктичний центр знаходиться в Новій Зеландії, в Хервуд — передмісті Крайстчерча, неподалік від аеропорту Крайстчерч .
Міжнародний антарктичний центр включає в себе адміністративні та складські приміщення, американсько-новозеландський речовий склад, поштовий офіс, туристичне агентство, пасажирський термінал для рейсів в Антарктику і центр для відвідувачів, який називається «Тяжіння Антарктики» (англ. The Antarctic Attraction). Тут можна відвідати тематичні атракціони. Бажаючі можуть випробувати на собі антарктичний шторм і температуру в -30 градусів, створювані в спеціальному приміщенні. У «тяжіння Антарктики» представлені виставки експонатів, присвячених Південного полюса і його дослідженням, відкриті кафе й бар.
У антарктичному центрі можна покататися на всюдиходах Hagglund й снігоходах, аналогічних тим, які працюють на антарктичних станціях. В основному цей вид розваги орієнтований на дитячу аудиторію, але в цілому несе освітню навантаження для аудиторії будь-якого віку, демонструючи можливості всюдиходів. Відвідувачі можуть також скористатися інтерактивними дисплеями і подивитися зблизька на колонію малих синіх пінгвінів . У антарктичному центрі ведеться догляд за пінгвінами, які потребували допомоги в умовах дикої природи. Так, випадок з одним із пінгвінів, що отримав ім'я «Морган» (англ. Morgan) привернув увагу засобів масової інформації з огляду на те, що пінгвін відмовлявся плавати .

## Нагороди
24 вересня 2009 року Міжнародний антарктичний центр отримав престижну нагороду The Champion Canterbury Business Awards в номінації Champion Host серед підприємств середнього і великого бізнесу як найкраща організація в сфері туристичного бізнесу регіону. Фіналістами в цій номінації виступали Whale Watch Kaikoura (організатор екскурсій на катерах по спостереженню за китами) і Кентерберійскій музей .